# Sphaerophoria infuscata
Sphaerophoria infuscata är en tvåvingeart som beskrevs av Goeldlin 1974. Sphaerophoria infuscata ingår i släktet sländblomflugor, och familjen blomflugor.
Artens utbredningsområde är Schweiz. Inga underarter finns listade i Catalogue of Life.